# かつおラーメン
かつおラーメンとは、鹿児島県枕崎市で提供されているご当地ラーメンである。

## 概要
2008年度に中小企業庁の「地域資源∞全国展開プロジェクト（小規模事業者新事業全国展開支援事業）」として枕崎商工会議所が枕崎市内の5つの事業所に委託して試作品を開発。この試作品を全国展開できるようなだ万総料理長木浦信敏（木浦は枕崎市出身ということで縁もあった）の協力、指導の下で商品化にあたった。
枕崎産のカツオ本枯節を主体としたあっさりスープ、昆布や野菜やビンタ（「鰹の頭部」の意）から採った出汁、DHAが入った麺、カツオのヅケやカツオの竜田揚げ、カツオの天ぷらといった各店で工夫を凝らした具などが特徴。2017年時点では市内3店舗にて販売されている。